# 土師小鳥
土師 小鳥　（はじ の おとり、生没年不明）は、古墳時代の豪族。姓は連。

## 概要
『日本書紀』によれば、雄略天皇９年に新羅で病死した紀小弓に対し、大伴室屋が土師小鳥に命じて田身輪邑（たむわのむら、和泉国日根郡淡輪村、現在の大阪府泉南郡岬町淡輪）に墓所を造ったとある。現在、この場所には古墳時代中期の前方後円墳がある。
「小鳥」という名前は、造作された名前だとも言われており、松本信広によると、『古事記』に現れる「天鳥船」という神の名や、『書記』の「熊野諸手船」の別名である「天合鳥船」、さらに天稚彦の葬儀に登場する鳥などもすべて、死者の魂を他界へ連れて行く鳥の観念と関連しているのではないか、としている。